# Veronica Roth
Veronica Roth (født 19. august 1988) er en amerikansk romanforfatter og novelleforfatter kendt for sin debuttrilogi New York Times bestsellerne Divergent bestående af Divergent 1: Afvigeren, Divergent 2: Oprøreren og Divergent 3: Fornyeren. Divergent var modtageren af Goodreads yndlingsbog i 2011 og i 2012 vinder bogen for Best Young Adult Fantasy & Science Fiction.

## Personlige liv
Roth blev født i New York den 19. august 1988 og primært voksede hun op i Barrington, Illinois. Hendes mor, Barbara Ross, er en maler, der bor i Barrington. Hun er den yngste af tre børn. Hendes forældre blev skilt, da hun var fem år gammel, og hendes mor har siden giftet sig igen med Frank Ross, en finansiel konsulent for landskabsselskaber. Hendes bror og søster bor i Chicago-området.
Hendes mors familie er polsk. Roth siger om sin far: "Han havde et job, og arbejdede langt væk. Nu har jeg et godt forhold til min stedfar." Hendes mors forældre var overlevende fra koncentrationslejr, hvis religiøse overbevisning skubbede hendes mor væk fra religion. Veronica Roth lærte om den kristne religion ved at deltage i en kristen bibel undersøgelse i løbet af hendes high school år, og er blevet ved det.
Roth dimitterede fra Barrington High School. Efter at have deltaget et år på college ved Carleton College, blev hun overført til Northwestern University for et kreativ skrivningsprogram. Hun blev gift med fotografen Nelson Fitch i 2011 De bor i Chicago område.

## Karriere
Roth er bedst kendt for sin trilogi af romaner: Divergent 1: Afvigeren, Divergent 2: Oprøreren og Divergent 3: Fornyeren; sidstnævnte blev udgivet den 22. oktober 2013.
Hun er modtager af Goodreads 2011 Choice Award og Best of 2012 i kategorien Young Adult Fantasy & Science Fiction samt Best Goodreads Author i 2012. Roth skrev sin første bog, Divergent 1: Afvigeren, mens hun var på vinterferie i hendes senior år på Northwestern University. Hendes karriere tog hurtigt fart med sin første roman der fik succes, hvor rettighederne til publicering blev solgt før hun dimitterede fra college i 2010 og filmrettighederne solgt medio marts 2011, før romanen blev trykt i april 2011.
Roth solgt filmrettighederne til Divergent-serien til Summit Entertainment. Optagelserne af Divergent, tilpasning af den første bog i serien, blev påbegyndt i april 2013 og filmen blev udgivet i marts 2014. Den 21. marts 2014 gav Lionsgate officielt grønt lys for filmatisering af Divergent 2: Oprøreren. Divergent 2: Oprøreren vil begynde optagelserne i Atlanta i maj 2014 , og er planlagt til at blive frigivet den 20. marts 2015. Den 11. april 2014 meddelteSummit Entertainment, at den tredje bog Divergent 3: Fornyeren ville opdeles i to film med titlen Allegiant - Del 1 og Allegiant - Del 2, hvor del 1 planlagt til at blive udgivet den 18. marts 2016 og del 2 den 24 marts 2017.